# Radioåret 1971

## Händelser

### Januari
- 2 januari - En lag i USA träder i kraft och förbjuder radio och TV att göra reklam för cigaretter.[1]

## Radioprogram

### Sveriges Radio
- 1 december - Årets julkalender är Broster, Broster!.[2]

## Födda
- 27 september – Karin Magnusson, svensk radio- och TV-programledare.

## Avlidna
- 16 juni – John Reith, 1st Baron Reith, 71 (född 20 juli 1899), brittisk radioman som 1922 var med och startade BBC.

### Fotnoter
1. ↑  
   "Cigarette Maker Phillip Morris Agrees to Remove Advertising
   Signs from Sports Stadiums Where They Were Shown on TV" (1995) DOJ315.
2. ↑  ”1971, Broster, Broster!”. Sveriges Radio. http://sverigesradio.se/barn/julkalendrar/1971.stm. Läst 31 augusti 2015.